# Smil Flaška
Smil Flaška z Pardubitz (n 1349 – d. 13 august 1403) a fost un om politic și scriitor ceh.
Opera sa în versuri a avut un caracter diactic, urmând motivul bizantin al sfatului animalelor, dar cu aluzie la situația politică și socială a vremii.

## Scrieri
- Noul sfat ("Nová rada")
- Sfatul tatălui către fiu ("Rada otce synovi")

1. ↑  Genealogics